# Cirque des Marsouins
Pour les articles homonymes, voir Marsouin.
Le cirque des Marsouins est un paléo-cirque de l'île de La Réunion, île qui est un département d'outre-mer français et une région ultrapériphérique située dans le sud-ouest de l'océan Indien.

## Géographie
Situé au sud-est du massif du Piton des Neiges, le cirque a été partiellement comblé il y a 150 000 ans par la dernière éruption du sommet du même nom, un volcan aujourd'hui endormi qui a donné naissance à trois autres cirques qui sont autant de caldeiras : Cilaos, Mafate et Salazie. Les forêts de Bébour et Bélouve le recouvrent entièrement désormais.
La rivière des Marsouins qui coule dans la dépression lui a donné son nom.

## Tourisme
Le cirque fait partie du parc national de La Réunion. Des sentiers le parcourent ainsi que la route forestière de Bébour-Bélouve dont le terminus est le gîte de Bélouve.